# Campionati africani di lotta 2011
I campionati africani di lotta 2011 sono stati la 27ª edizione della manifestazione continentale organizzata dalla FILA. Si sono svolti dal 29 al 31 maggio 2011 a Dakar, in Senegal. I risultati delle competizioni sono stati valevoli per le qualificazioni ai campionati mondiali ed ai Giochi olimpici estivi di Londra 2012.

## Podi

### Uomini

#### Lotta libera
| Evento | Oro             | Argento                | Bronzo                                   |
| 55 kg  | Mohamed Attia   | Bienvenu Andriamalala  | Ibrahim Farag Louis Minnaar              |
| 60 kg  | Daniel Amas     | Bilel Ben Douissa      | Fayzal Aoune Adama Diatta                |
| 66 kg  | Heinrich Barnes | Intipe Jutipa          | Jacky Patrick Rakotoarimanana Abdou Omar |
| 74 kg  | Augusto Midana  | Riadh Jlassi           | Nicolas Diatta Mohamed Zakaria           |
| 84 kg  | Adnan Rahimi    | Mohammed Ahmed Ismaiel | David Conteh Mohamed Riad Louafi         |
| 96 kg  | Sinivie Boltic  | Ahmed Sewelam          | Rochdi Rahimi Etienne van Huyssteen      |
| 120 kg | Ramy Belal      | Hugues Onanena         | Malal Ndiaye                             |

#### Lotta greco-romana
| Evento | Oro              | Argento                       | Bronzo                 |
| 55 kg  | Saber Boutouri   | Mohamed Bouterfassa           | Carlo van Wyk          |
| 60 kg  | Sayed Abdelmonem | Billel Benbrih                | Jihed Khilifi          |
| 66 kg  | Mohamed Serir    | Ibrahim Nasser                | Nhlakanipho Shongwe    |
| 74 kg  | Zied Ait Ouagram | Islam Tolba                   | Benabidi Belkacem Anis |
| 84 kg  | Haykel Achouri   | Messaoud Zeghdane             | Mostafa Ghanem         |
| 96 kg  | Hassine Ayari    | Kakoma Bella-Lufu             | Maurice Abatam         |
| 120 kg | Radhouane Chebbi | Abdelrahman Yehia El Tarabily | Adam Digovich          |

### Donne

#### Lotta libera
| Evento | Oro                | Argento              | Bronzo                                   |
| 48 kg  | Rebecca Muambo     | Selim Samia          | Sammy Oziti Maroi Mezien                 |
| 51 kg  | Isabelle Sambou    | Mona Samir Mahmoud   | Hedia Trabelsi                           |
| 55 kg  | Marwa Amri         | Rokhayatou Sonko     | Jeanne-Marie Coetzer Noura Khalil Hamid  |
| 59 kg  | Jacira Mendonca    | Rabab Eid Sayed Awad | Niclette Yamani Mbele Rim Ayari          |
| 63 kg  | Blessing Oborududu | Wafa Cherni          | Marie Milazar Enas Mostafa Youssef Ahmed |
| 67 kg  | Nadia Antar        | Tara Ngonga          | Anta Sambou                              |
| 72 kg  | Laure Ali Annabel  | Amarachi Obiajunwa   | Ibtissem Maamer Ataf Abdelradi           |

## Medagliere
La nazione ospitante è evidenziata.
| Pos.   | Paese              | Oro | Argento | Bronzo | Totale |
| ------ | ------------------ | --- | ------- | ------ | ------ |
| 1      | Tunisia            | 8   | 3       | 6      | 17     |
| 2      | Egitto             | 3   | 8       | 7      | 18     |
| 3      | Nigeria            | 3   | 1       | 1      | 5      |
| 4      | Guinea-Bissau      | 2   | 1       | 0      | 3      |
| 5      | Algeria            | 1   | 3       | 3      | 7      |
| 6      | Camerun            | 2   | 1       | 0      | 3      |
| 7      | Sudafrica          | 1   | 1       | 6      | 8      |
| 8      | Senegal            | 1   | 1       | 4      | 6      |
| 9      | Madagascar         | 0   | 1       | 1      | 2      |
| 10     | Rep. Centrafricana | 0   | 1       | 0      | 1      |
| 11     | Mauritius          | 0   | 0       | 1      | 1      |
| 11     | RD del Congo       | 0   | 0       | 1      | 1      |
| 11     | Sierra Leone       | 0   | 0       | 1      | 1      |
| 11     | Ciad               | 0   | 0       | 1      | 1      |
| Totale | Totale             | 21  | 21      | 32     | 74     |